# Morton Downey
Sean Morton Downey (Wallingford, Connecticut; 14 de noviembre de 1901 – Palm Beaxh, Florida; 25 de octubre de 1985), conocido como Morton Downey, fue un cantante estadounidense, popular en las décadas de 1930 y 1940, y conocido por el apodo de "The Irish Nightingale (El Ruiseñor Irlandés)".

## Inicios
Su nombre completo era Sean Morton Downey, y nació en Wallingford (Connecticut), siendo sus padres James y Bessie (Cox) Downey.

## Carrera
Durante un tiempo en los años veinte, Downey, un tenor, cantó con la Orquesta de Paul Whiteman. En 1923 grabó por primera vez para Edison Records bajo el seudónimo de Morton James, y al año siguiente grabó para Victor Talking Machine Company con la Orquesta del S.S. Leviathan. En 1925 inició un período de cuatro años trabajando para Brunswick Records, consiguiendo en 1926 un éxito en el show Palm Beach Nights.
Downey viajó en giras por Londres, París, Berlín, Nueva York y Hollywood. También llegó a actuar en el cine, trabajando en Syncopation (1929), el primer film estrenado por RKO Radio Pictures.
Además de cantante, Downey fue compositor, debiéndose a él éxitos como "All I Need is Someone Like You", "California Skies", "In the Valley of the Roses", "Now You're in My Arms", "Sweeten Up Your Smile", "That's How I Spell Ireland",  "There's Nothing New", y "Wabash Moon". Gracias a sus composiciones, en 1949 fue aceptado como miembro de la American Society of Composers, Authors and Publishers.

### Carrera en la radio
En 1930 Downey empezó a trabajar en emisiones radiofónicas tras inaugurar su propio nightclub, The Delmonico, en Nueva York. Fue elegido el Cantante Radiofónico del Año en 1932 y, en esa época, actuaba en el programa Camel Quarter Hour. En la década de 1930 grabó para los sellos American Record Corporation, Hit of the Week, y Decca Records, y en la de 1940 hizo lo mismo para Columbia Records.

### Televisión
A partir de 1949, Morton Downey empezó a actuar en la televisión. Así, entre 1950 y 1952 fue uno de los presentadores del show de la CBS Star of the Family.

## Vida personal
Morton Downey fue el padre del presentador televisivo Morton Downey, Jr., nacido de su matrimonio con su primera esposa, la actriz Barbara Bennett (1906–1958), hermana de las también actrices Constance y Joan Bennett, y con la que tuvo otros cuatro hijos: Michael (adoptado), Lorelle, Anthony y Kevin. La pareja se había casado en 1929, y se divorciaron en  1941. 
La segunda esposa de Downey fue Margaret Boyce Schulze (1922—1964), anteriormente mujer del Príncipe Alexander zu Hohenlohe-Ingelfingen y nieta del empresario minero de Colorado William Boyce Thompson.
Su tercer matrimonio fue con Ann Trainer, viuda de Howell Van Gerbig y anterior mujer de John Kevin Barry. Se casaron en 1970, y la pareja permaneció unida hasta el fallecimiento de Downey, ocurrido a causa de un ictus en Palm Beach (Florida) en 1985. Tenía 83 años de edad. Fue enterrado en el Cementerio Católico Saint John de Wallingford (Connecticut).
Por su actividad radiofónica, a Downey se le concedió una estrella en el Paseo de la Fama de Hollywood, en el 1680 de Vine Street.